# Жовтець сардинський
Жовтець сардинський (Ranunculus sardous) — вид рослин родини жовтецеві (Ranunculaceae), поширений у Європі й Північній Африці.

## Опис
Багаторічна рослина 20–40 см заввишки. Плоди горбкуваті. Листки пальчасто-роздільні, середня частка на черешку. Квітки жовті, 1–1.5 см в діаметрі.

## Поширення
Поширений у Європі (уся крім Ісландії), Північній Африці (Алжир (пн.), Марокко, Туніс, Лівія).
В Україні зростає на луках, вологих місцях — в Карпатах і лісових, лісостепових р-нах Правобережжя, спорадично.

## Галерея

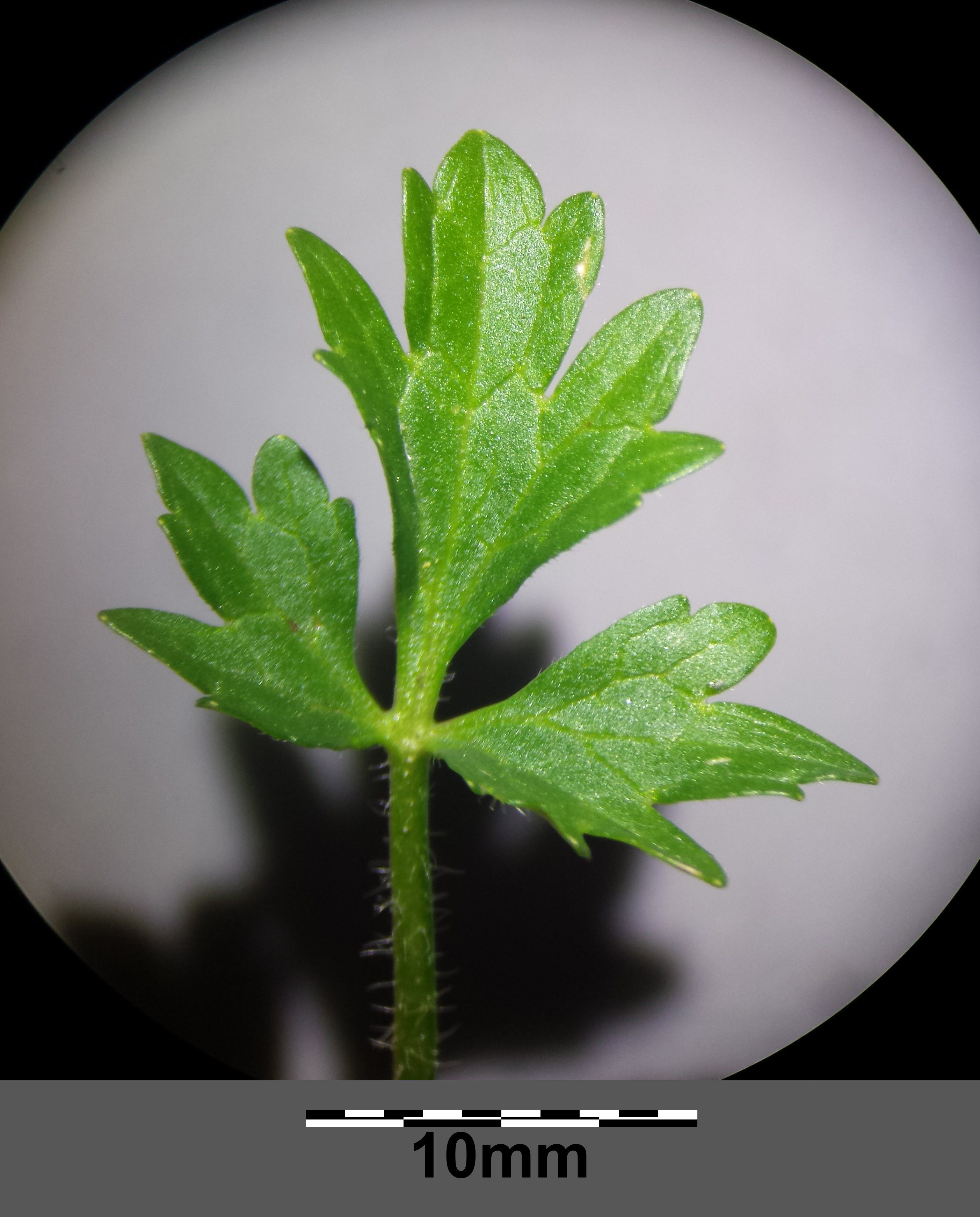
листок
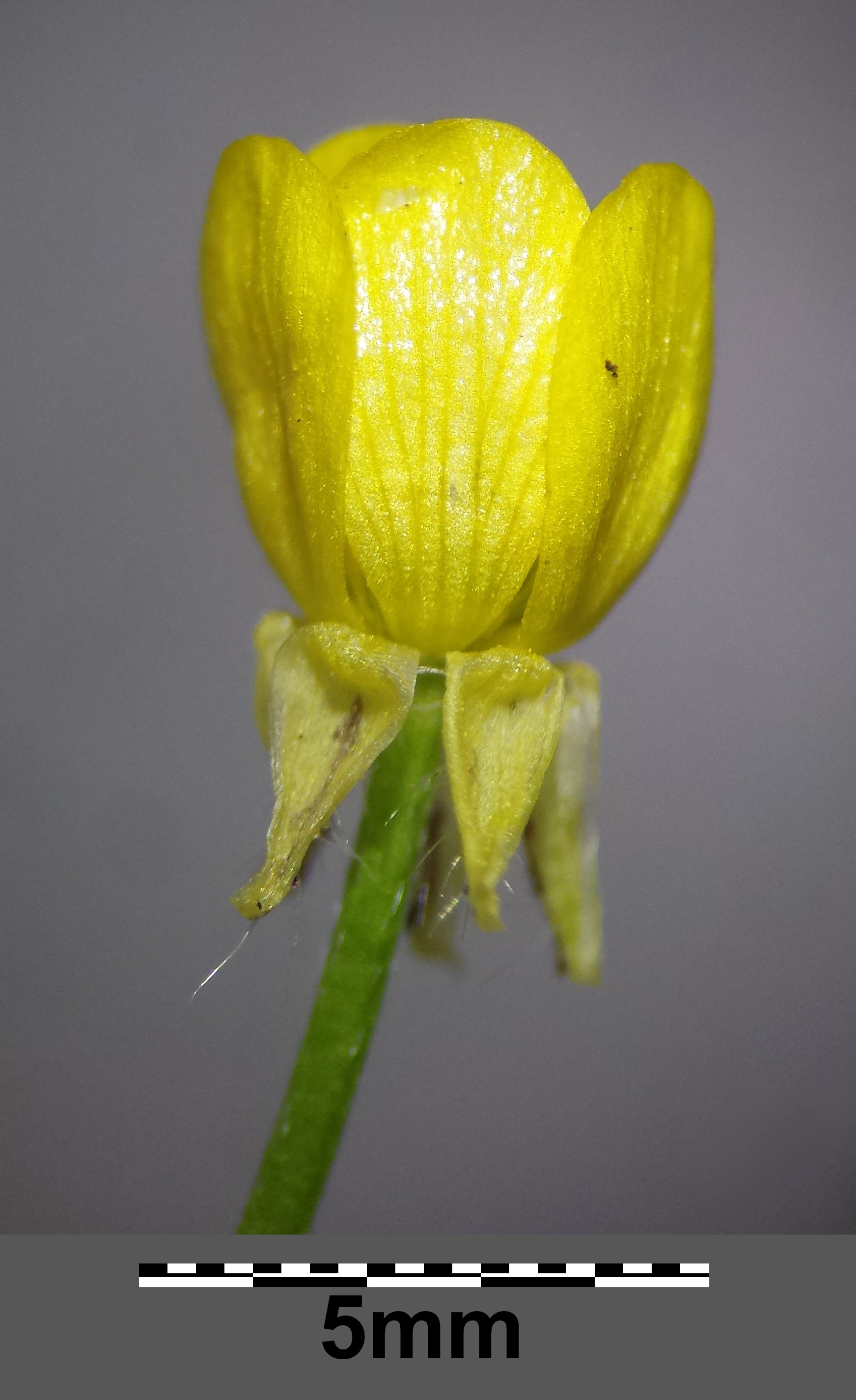
квітка
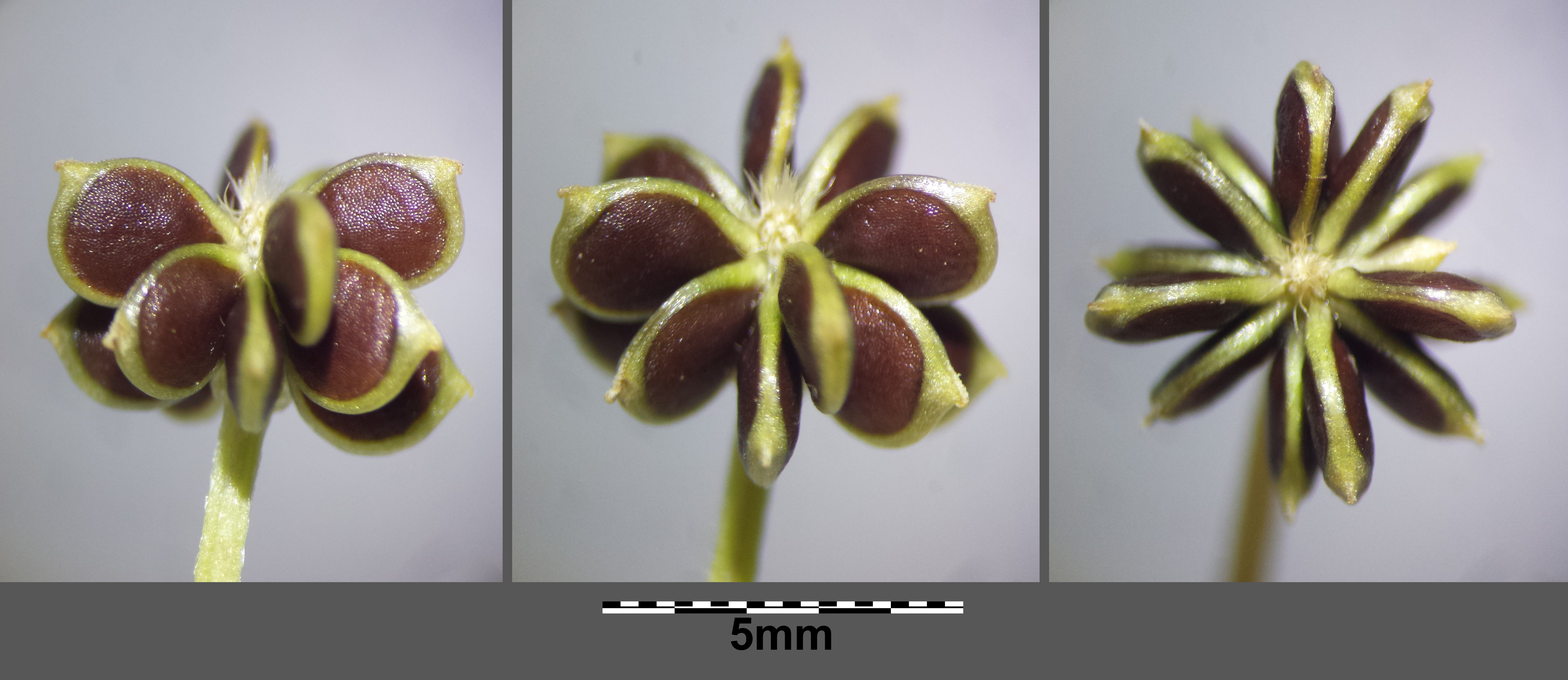
плоди
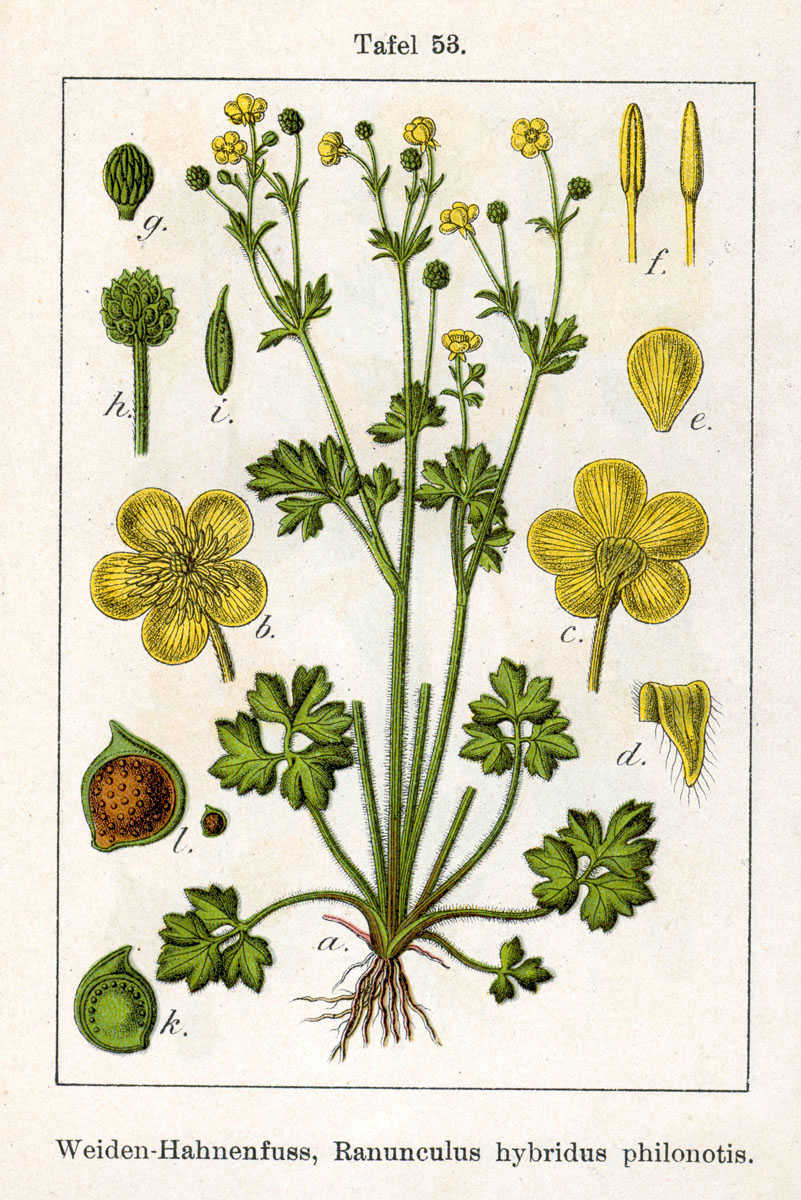
ілюстрація